# Подкрај при Велењу
Подкрај при Велењу (словен. Podkraj pri Velenju) је насељено место у општини Велење, Савињска регија, Словенија.

## Историја
До територијалне реорганизације у Словенији био је у саставу старе општине Велење.

## Становништво
У попису становништва из 2011. године, Подкрај при Велењу је имао 764 становника.
| Број становника према пописима | Број становника према пописима | Број становника према пописима |
| ------------------------------ | ------------------------------ | ------------------------------ |
| 1991                           | 2002                           | 2011                           |
| 578                            | 626                            | 764                            |

Напомена: До 1955. исказивано под именом Подкрај. Године 1979. умањено за део насеља који је припојен насељу Велење.